# Restingas da Costa Atlântica
As Restingas da Costa Atlântica fazem parte de uma ecorregião definida pelo World Wide Fund for Nature (WWF) no domínio da Mata Atlântica brasileira. Caracteriza-se por ocorrer em áreas de solo arenoso variando desde uma vegetação arbustiva até florestas de porte mais baixo à medida que se afasta da orla marítima.

## Características

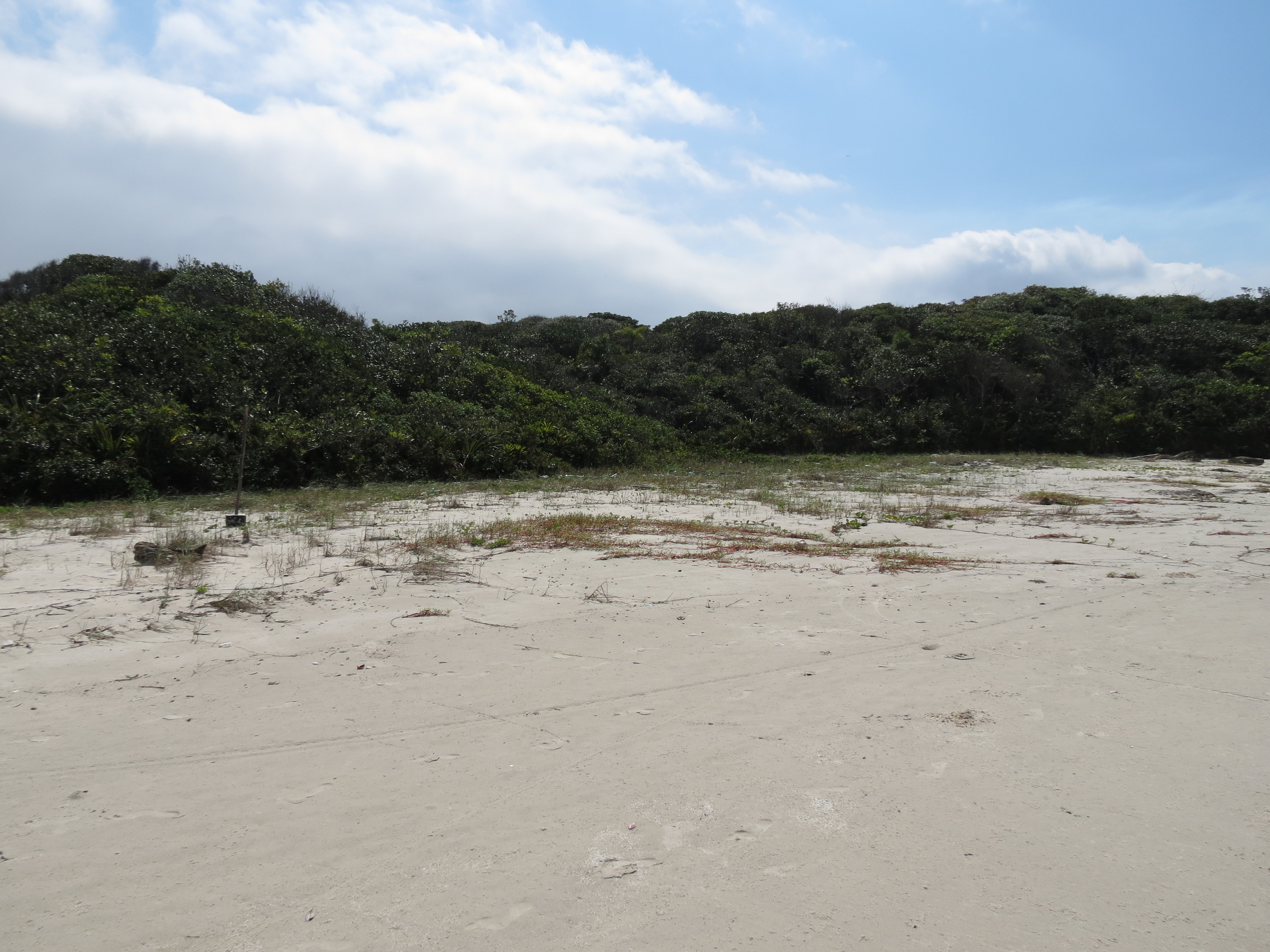
Floresta de restinga, ou "restinga alta", na praia de Itaguaré, no litoral do estado de São Paulo.

As florestas de restinga são formações vegetais que ocorrem do Nordeste Brasileiro até o Sul do Brasil, em áreas de solo arenoso e pobres em nutrientes do litoral. A vegetação varia desde arbustos até florestas com árvores de 15 metros de altura. Tem sido considerada como uma formação pioneira, visto colonizar áreas com extremo estresse ambiental. Podem ser distinguidas dois tipos de restingas, que têm sua ocorrência determinadas pela distância da orla marítima:  a floresta de restinga, ou "restinga alta" e os campos de restinga, ou restinga propriamente dita.
Embora de ocorrência naturalmente restrita, foi constatado um alto grau de endemismo, com até 204 espécies de plantas vasculares verificadas no Rio de Janeiro. No final da década de 1990, um grupo de cientistas caracterizou as comunidades vegetais na unidade de conservação do Parque Estadual Paulo César Vinha (PEPCV), em Guarapari, no estado do Espírito Santo. Eles identificaram os grupos vegetais Myrtaceae, Bromeliaceae, Orchidaceae, Sapotaceae, Lauraceae e Rubiaceae, no entanto, concluíram que o local apresenta lacunas quanto à composição florística da restinga.

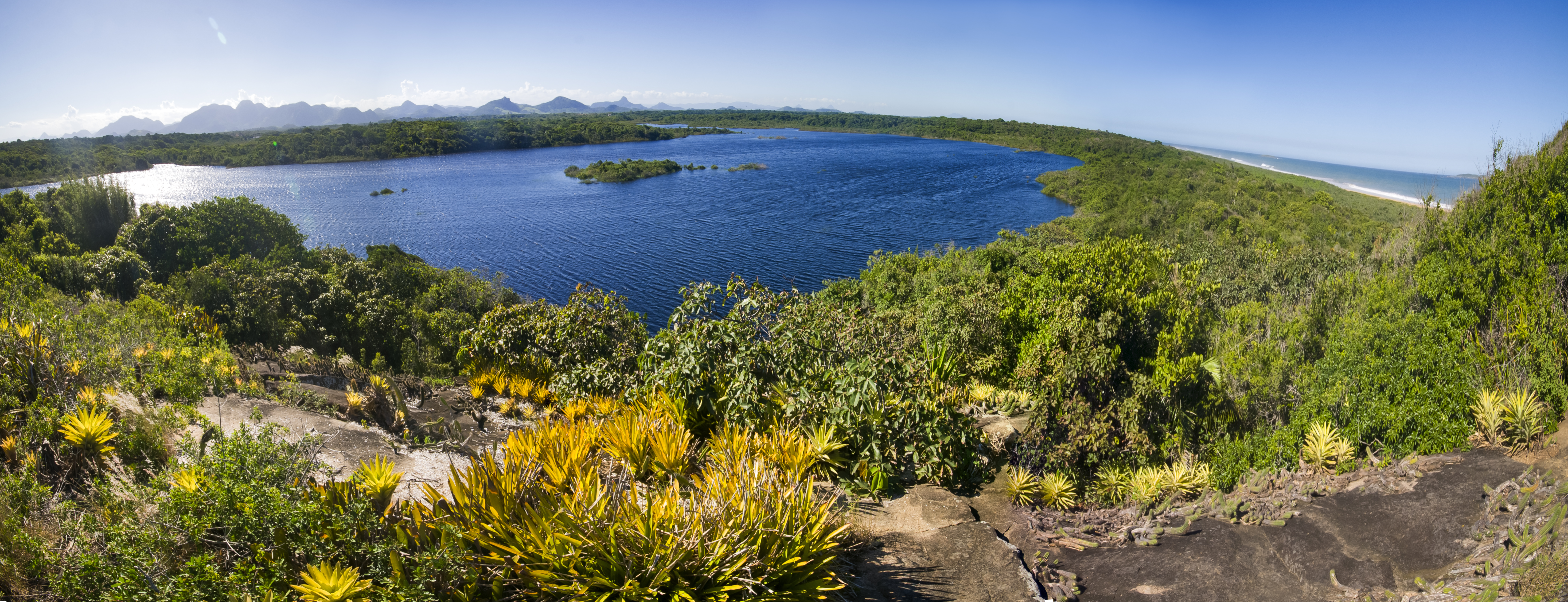
Lagoa de Caraís, Guarapari-ES

Mais de 90% da vegetação original já foi alterada pela ação humana: a principal ameaça é a expansão urbana. Ademais, as unidades de conservação protegem apenas 298,9 quilômetros quadrados. A presença de espécies endêmicas ao PEPCV e outras ameaçadas de extinção reforça seu caráter conservacionista de incentivo para a criação de outras unidades de conservação nas restingas do estado do Espírito Santo.